# Åsbo häraders tidning
Åsbo häraders tidning var en tidning utgiven från den 3 december 1901 till den 31 oktober 1938 med redaktion först i Ängelholm och sedan Klippan.  Åby Åstorpstidningen inordnas den 17 december 1901 i tidningen. Tidningen efterföljdes av Nordvästra Skånes Tidning efter 1938. Tidningen var en edition till Engelholms Tidning från 1902. Fullständig titel var Åsbo häraders tidning/ Daglig Nyhets- och Annonsblad för Norra och Södra Åsbo Härader.. 

## Redaktion
Redaktionsort var 1901 till 1924 Ängelholm  sedan från 26 november 1924 till 1938 Klippan. En edition fanns 2 december 1928 till 29 december 1929, söndagstidningen Södra Sverige som utgjorde söndagsnummer för tidningen med titel Åsbo Häraders Tidning. Det enda som skiljer mellan tidningarna är tidningshuvudet i övrigt är de identiska. 
Tidningens politiska tendens beskrivs inledningsvis med citatet fosterlandets och de närande klassernas väl för ögonen .....rösträttens utsträckning ... rättvisare fördelning af skattebördan genom progressiv beskattning och själfdeklaration från tidningen 1 december 1901. Från 1902 till 1938 är tidningen moderat liksom modertidningen Engelholms Tidning. Utgivningsfrekvens var 1901-1928 6 dagar i veckan måndag till lördag, sedan 1928-1929 7 dagar i veckan med Södra Sverige som edition söndagar. Efter 1930 blir tidningen åter 6 dagars tidning. Enligt Svensk Tidningstaxa 1902 utgavs en veckoupplaga till Åsbo Häraders Tidning en dag i veckan till ett pris av 70 öre. Inga exemplar av denna veckoupplaga har återfunnits i Kungliga Biblioteket samlingar.
| Period                 | Ansvarig utgivare          | Titel      | Period                 | Redaktör      | Kommentar                                 |
| 1901-11-18--1902-01-06 | Derwinger, Gustaf Erhard   | Handlanden | 1901-12-03--1901-12-16 | Nyberg, Thure |                                           |
| 1902-01-07--1909-05-03 | Palm, Sven Peter           | Redaktören | 1901-12-17--1909-05-03 | Sven P Palm   | Avled 1909-05-04, dödsruna i T 1909-05-05 |
| 1909-05-04--1927-03-09 | Palm, Folke Gustaf Lennart | Redaktören | 1909-05-04--1909-05-06 | Ingen uppgift |                                           |
| 1927-03-10--1927-04-21 | Lind, Carl Viktor Arvid    | Redaktören | 1909-05-07--1918-01-10 | Palm Folke    |                                           |
| 1927-04-22--1927-09-04 | Palm, Fritz Holger         | Redaktören | 1918-01-11--1924-11-25 | Ingen uppgift |                                           |
| 1927-09-05--1928-05-23 | Palm, Matilda Amalia       |            | 1924-11-26--1931-12-29 | Theander      |                                           |
| 1928-05-24--1938-10-31 | Jansson, Thure Sigfrid     | Direktören | 1932-01-02--1938-10-31 | Ingen uppgift |                                           |

## Tryckning
Förlaget var 1901-12-03 till 16 december 1901 Bröderna Derwinger i Ängelholm, men den 17 december går tidningen samman med Engelholms Tidning och Sven P Palm blir ägare till 3 maj 1909. Han efterträddes av Mathilda Palm till 1927 då Aktiebolaget Engelholms tidning i Ängelholm tar över. Tryckeri var till 16 december 1901 Bröderna Derwingers tryckeri i Ängelholm och sedan till 1928 Engelholms tidnings tryckeri i Ängelholm. 5 januari 1928 till tidningens upphörande 31 oktober 1931 är A.B. Engelholms tidnings tryckeri  tidningens tryckare. Tidningen trycks bara i svart med typsnittet antikva med 4 till 16 sidor, Satsytan var stor under hela utgivningsperioden.  1901 hade tidningen 4 sidor, sedan i huvudsak 6-12 sidor men i slutet på 30-talet 16 sidor. Priset var 4,20 kronor 1902 och det steg till 14 kronor 1920 men var sedan relativt stabilt till 1938 då det var 16,50 kronor. Upplageuppgifter finns ej särredovisade för Åsbo Häraders Tidning. I den mån sådana finns tillgängliga ingår de i uppgifterna för Engelholms Tidning.